# Вогошча (громада)
Вогошча (хорв. і босн. Opština Vogošća, серб. Општина Вогошча) — боснійська громада, розташована в Сараєвському кантоні Федерації Боснії і Герцеговини. Адміністративним центром є місто Вогошча.
| Боснія і Герцеговина | Це незавершена стаття з географії Боснії і Герцеговини. Ви можете допомогти проєкту, виправивши або дописавши її. |